# Dasypolia sejilaensis
Dasypolia sejilaensis — вид метеликів родини совок (Noctuidae). Описаний у 2022 році.

## Поширення
Ендемік Китаю. Виявлений на схилах гори Седжіла на півдні Тибету.